# Kazlų Rūda
Kazlų Rūda ( escoltar (?·pàg.)) és una ciutat del municipi de Kazlų Rūda al comtat de Marijampolė (Lituània), situada a 27 km al nord de Marijampolė. La ciutat està envoltada per boscos, però una línia de tren travessa la ciutat i la divideix en dos trossos pràcticament iguals. Una base de l'Exèrcit de l'Aire Soviètic, la base aèria de Kazlų Rūda es troba 5 km al nord-est de la ciutat.

## Ciutadans coneguts
- Violeta Urmana (* 1961), cantant d'òpera
- Mantas Varaška (* 1979), advocat i polític lituà, membre del Seimas.